# الزيتون في مصر
الزيتون في مصر يُعَدُّ الزيتون في مصر من أقدم المحاصيل الزراعية، المصريين القدماء عرفوا شجرة الزيتون واستخدموا زيتها في الطهو والعلاج، تُعَدُّ مصر من أهم الدول العربية والإفريقية في مساحة الأراضي المزروعة بالزيتون وإنتاج ثمار الزيتون المخصص للمائدة.

## التاريخ
بدأت زراعة الزيتون في مصر منذ العصور القديمة، ومع مرور الزمن توسعت زراعة الزيتون خلال العصور اليونانية والرومانية، ثم ازدهرت في العصرين الإسلامي والحديث.

## الإنتاج

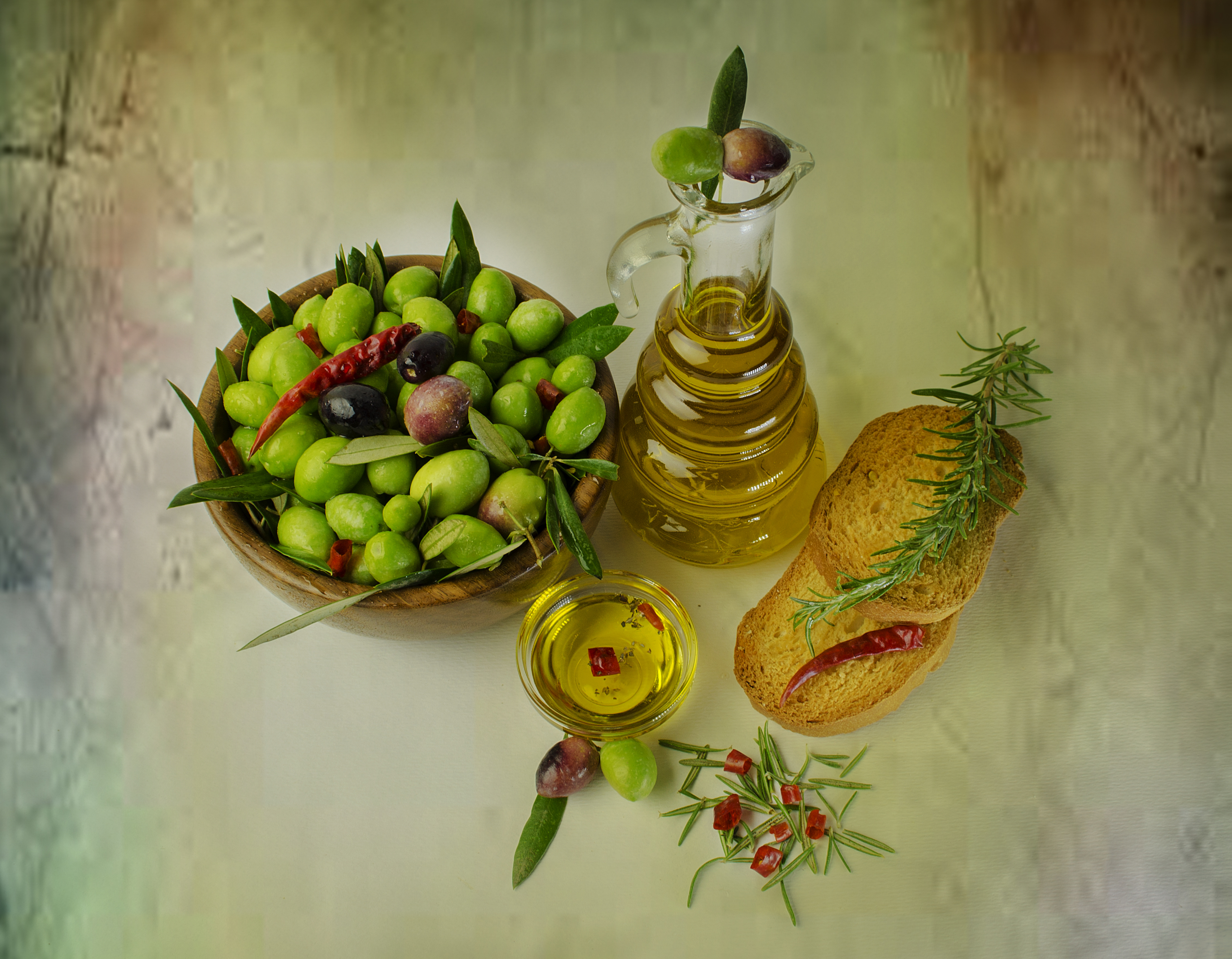
زيتون مصري

تُعَدُّ مصر الأولى عربيًّا في إنتاج ثمار الزيتون، خاصة زيتون المائدة الذي يُستخدم في التخليل والاستهلاك المباشر، أما في إنتاج زيت الزيتون فتحتل مصر المرتبة الرابعة عربيًّا بعد تونس والمغرب وسوريا، وهي من بين أكبر خمس دول على مستوى العالم في إنتاج الزيتون المخصص للمائدة.

## مناطق الزراعة
تتركّز زراعة الزيتون في مصر في المناطق التالية:
- شمال سيناء: خاصة مدينة العريش ومحيطها.

- الساحل الشمالي الغربي: من أهم المناطق نظرًا لطبيعة التربة والمناخ الملائم.

- الوادي الجديد: حيث يتم زراعة أصناف حديثة باستخدام تقنيات الري بالتنقيط.

- الواحات: مثل سيوة، التي تُعَدُّ من أشهر مناطق إنتاج زيت الزيتون العضوي عالي الجودة.[7]

## أصناف الزيتون في مصر
تتنوع الأصناف المحلية مثل:
- العجيزي

- التفاحي

- أصناف إسبانية وإيطالية كـ أربيكوينا، وبيكوال.[8]

## الاستعمالات
يستخدم الزيتون كمخلل ومائدة في الطعام المصري، وفي الأكل والعلاج وصناعة مستحضرات التجميل.

## التحديات التي تواجه زراعة الزيتون في مصر
- التغيرات المناخية وتأثيرها على المحصول.

- ندرة المياه وضرورة الاعتماد على طرق ري حديثة.

- بعض الآفات الزراعية مثل ذبابة الزيتون.

- الحاجة إلى تحسين سلالات الزيتون لزيادة الإنتاجية والجودة.[10]